# Општина Китила (Илфов)
Китила (рум. Chitila) општина је у Румунији у округу Илфов.
Oпштина се налази на надморској висини од 91 m.